# آن مک‌لارن
آن مک‌لارن (انگلیسی: Anne McLaren؛ ۲۶ آوریل ۱۹۲۷ – ۷ ژوئیهٔ ۲۰۰۷)
دانشمند انگلیسی و یکی از چهره های برجسته زیست شناسی رشد بود. کار او به لقاح مصنوعی (IVF) منجر شد. وی افتخارات زیادی را برای کمک های علمی خود از جمله انتصاب به عنوان افسر انجمن سلطنتی دریافت کرد.
وی همچنین برنده جوایزی همچون مدال پادشاهی شده است.